# Старе Село (Дрогобицький район)
Старе́ Село́ (англ. Stare Selo) — село Дрогобицького району Львівської області. В селі є маленька дерев'яна церква-каплиця, стара назва якої Св. Станіслава. Сьогодні — це храм Різдва Пресвятої Богородиці. Орган місцевого самоврядування — Дрогобицька міська рада.
У 2013 році у Старому Селі владикою Ярославом (Прирізом) була освячена церква Йоана Хрестителя.
У селі є чотирирічна школа, фельдшерсько-акушерський пункт, два магазини.

## Відомі люди
- Чаповський Мирослав Миколайович — доктор наук, відомий ґрунтознавець і лісівник у США.